# 金線擬雀鯛
金線擬雀鯛，為鱸形目鱸亞目擬雀鯛科的其中一種，為熱帶海水魚，分布於西印度洋葛摩海域，深度15-30公尺，本魚體延長，背鰭硬棘3枚、背鰭軟條26-27枚、臀鰭硬棘3枚、臀鰭軟條15-16枚，體長可達7.1公分，棲息在珊瑚礁區，生活習性不明。

## 擴展閱讀
維基物種上的相關：金線擬雀鯛